# Veliko Blaško
Veliko Blaško (cyr. Велико Блашко) – wieś w Bośni i Hercegowinie, w Republice Serbskiej, w gminie Laktaši. W 2013 roku liczyła 1408 mieszkańców.